# Babenberger (Goldmünze)

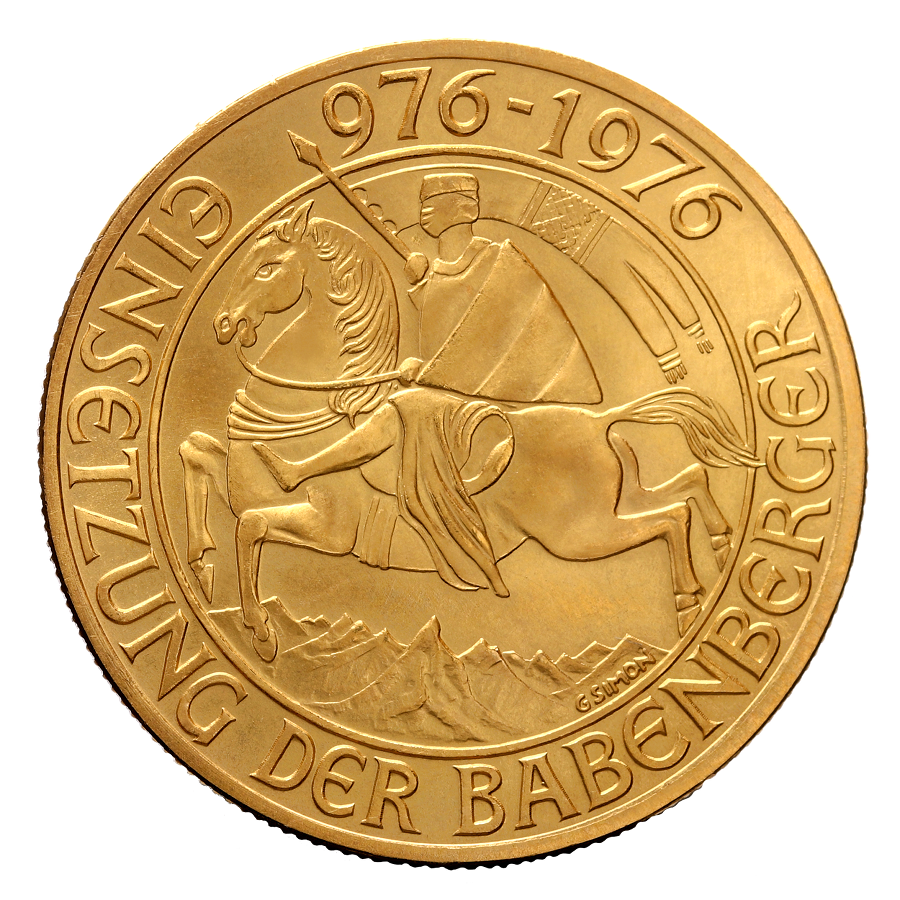
Die Bildseite des Babenberger mit dem namensgebenden Reitersiegel

Die 1000-Schilling-Babenberger-Bundesgoldmünze war die erste Schilling-Goldmünze der Zweiten Republik Österreich. Sie wurde anlässlich der 1000-Jahr-Feier „Einsetzung der Babenberger“ im Jahr 1976 geprägt.

## Beschreibung
Der Avers der Münze zeigt das Reitersiegel von Herzog Friedrich II. mit der Umschrift „976–1976 Einsetzung der Babenberger“ und wurde von Gertrude Simon entworfen. Die Rückseite wurde von Martha Coufal-Hartl künstlerisch gestaltet und zeigt das Wappen der Republik Österreich, einen Adler mit Mauerkrone und Bindenschild auf der Brust, in den Fängen eine zerrissene Kette und die Symbole des Bauern- und Arbeiterstandes. Die Umschrift lautet „Republik Österreich“, unter dem Adler ist in zwei Zeilen „Schilling 1000“ aufgeprägt. Der Rand ist gerippt.

## Allgemeine Daten
| - Nennwert: 1000 - Währung: Schilling - Normalprägung: 1.800.000 Stück - Ausgabetag: 22. Oktober 1976 - außer Kurs seit: 31. Dezember 2001 | - Legierung: 90 % Gold, 10 % Kupfer - Raugewicht: 13,5 g - Feingewicht: 12,15 g - Durchmesser: 27 mm - Dicke: 1,6 mm |

## Trivia
Eine Person konnte jeweils nur eine Münze erwerben – binnen kürzester Zeit war der Babenberger ausverkauft. Man durfte sich jedoch mehrfach anstellen.